# Kurt Eigl (Drehbuchautor)
Kurt Eigl (* 26. Dezember 1911 in Bad Aussee, Österreich-Ungarn; † 12. März 2009 in Wien) war ein österreichischer Drehbuchautor, Journalist, Schriftsteller und Verleger.

## Leben und Wirken
Die Familie Eigls zog 1919 nach Kitzbühel, wo sein Vater eine Anstellung als Forstmeister antrat. Ab 1921 besuchte Kurt Eigl das Bundesrealgymnasium Kufstein. Eine Versetzung des Vaters bewirkte 1925 einen Umzug der Familie nach Wien. 1936 promovierte der junge Mann. Neben dem Studium arbeitete Eigl als Lyriker und Feuilletonist bei den „Literarischen Monatsheften“ und den Heften „Österreichische Kunst“. Auslandsaufenthalte führten ihn nach Ungarn, Frankreich und Italien. Sein Volksschauspiel vom armen Raimund wurde 1936 uraufgeführt.
Am 30. Mai 1938 beantragte Eigl die Aufnahme in die NSDAP und wurde rückwirkend zum 1. Mai desselben Jahres aufgenommen (Mitgliedsnummer 6.133.044). Ab 1938 arbeitete er als fest angestellter Literatur- und Theaterkritiker der Wiener Neueste Nachrichten sowie als Chefredakteur der Wiener Bühne. Im August 1940 wurde er eingezogen. Ein Jahr lang war er Leiter des Pressedienstes der Zivilverwaltung in Metz in Frankreich und arbeitete dort auch als Auslandskorrespondent für deutsche Zeitungen. Ab 1943 war er als Oberzahlmeister in der Sanitätsabteilung Lemberg tätig. Bei Kriegsende 1944/1945 war er Zahlmeister im Krankenhaus der Barmherzigen Brüder in Wien. Nach Kriegsende bis 1950 arbeitete er als Spitalsbeamter im Krankenhaus der Barmherzigen Brüder in Wien, nachdem er sich 1945 als minderbelastet hatte registrieren lassen. Nachdem die Staatsanwaltschaft Wien Einsicht in seine Gauakte genommen hatte, erstattete sie Anzeige wegen Falschregistrierung, da Eigl angegeben hatte, erst ab Sommer 1939 Mitglied der NSDAP gewesen zu sein, obwohl dies tatsächlich seit Mai 1938 der Fall war.
Zwischen 1951 und 1964 war Eigl Chefredakteur der Wiener Monatshefte, Lektor des Verlags Kremayr & Scheriau sowie der Buchgemeinschaft Donauland in Wien, zudem Dramaturg zweier Filmgesellschaften. Von Mai 1950 bis März 1953 veröffentlichte er außerdem regelmäßig Kulturbeiträge in der Wiener Tageszeitung. Er arbeitete als Drehbuchautor für drei Filme, Autor von Rundfunksendungen und war als Schriftsteller tätig. Von 1964 bis 1971 vor er als Cheflektor beim Molden Verlag in Wien angestellt. Daran schloss sich eine Tätigkeit als Lektor beim Forum Verlag, ebenfalls in Wien ansässig, an. Im Jahr 1960 wurde Eigl mit dem 
österreichischen Staatspreis geehrt. Er wurde am Hietzinger Friedhof bestattet.

## Filmtätigkeit
Für Alfred Lehners 1955 erschienenen Heimatfilm Das Mädchen vom Pfarrhof schrieb Eigl gemeinsam mit Rudolf Staudinger das Drehbuch. Als ein junges Mädchen (Waltraut Haas) in einem katholischen Pfarrhaus aufgenommen wird, blüht der Dorfklatsch, der auch vor dem noch jungen Pfarrer (Erich Auer) nicht Halt macht. Der Filmdienst sprach von einem „süßlich-sentimentalen Heimatfilm mit den üblichen Ingredienzien“. Auch für den im darauffolgenden Jahr erschienenen Heimatfilm Die Magd von Heiligenblut arbeitete Eigl wiederum mit Alfred Lehner zusammen. Der Film thematisiert die Liebe eines reichen Bauernsohnes (Erich Auer) zu einer armen Magd (Alice Graf). Sein Vater und der Vater der Nachbarstochter haben jedoch beschlossen, dass aus ihren Kindern ein Paar werden soll. Erst dramatische Ereignisse führen dazu, dass die Paare sich finden, die sich wirklich lieben. Für den Filmdienst war dies ein „simpler Heimatfilm“. Wiederum ein Jahr später erschien Wolfgang Glücks Heimatfilm Der Pfarrer von St. Michael, für den Eigl zusammen mit Friedrich Schreyvogel und August Rieger das Drehbuch verfasste. Auch hier spielt wiederum Erich Auer die Hauptrolle, einen Dorfpfarrer in der Steiermark, der von seiner Gemeinde verdächtigt wird, ein Kind mit einer Bauernmagd zu haben. Der Filmdienst meinte: „Ein Heimatfilm vom Fließband“. 

## Filmografie (Auswahl)
- 1955: Das Mädchen vom Pfarrhof
- 1956: Die Magd von Heiligenblut
- 1957: Der Pfarrer von St. Michael

## Publikationen
- Deutsche Götter- und Heldensagen. Illustrationen von Adalbert Pilch, Südwest Verlag, München 1953.
- Sommer in Salzburg. Zeichnungen von Kay Krasnitzky, Forum-Verlag, Wien 1961.
- Verliebt in Kitzbühel. Zeichnungen von Rolf Totter, Forum-Verlag, Wien 1963.
- Schönbrunn. Ein Schloss und seine Welt. Fotos von Franz Hubmann, Moden, Wien 1980, ISBN 978-3-217-00954-7.
- Volkssagen aus aller Welt. Illustrationen von Erich Hölle, Boje-Verlag, Stuttgart 1953.